# Lineodes tipuloides
Lineodes tipuloides là một loài bướm đêm trong họ Crambidae.